# Lepturges anceps
Lepturges anceps är en skalbaggsart som beskrevs av Gilmour 1962. Lepturges anceps ingår i släktet Lepturges och familjen långhorningar.
Artens utbredningsområde är Paraguay. Inga underarter finns listade i Catalogue of Life.